# Нафта (Лендава)
«Нафта» (словен. NK Nafta 1903) — словенський футбольний клуб з міста Лендава. Створений 9 липня 2012 року. Домашній стадіон команди — «Спортни парк Лендава».

## Історія
Клуб засновано 9 липня 2012 року фактично на базі ФК «Нафта», який розпався того ж року через фінансові проблеми.
У сезоні 2012–13 року команда дебютувала в четвертому дивізіоні Словенії, за підсумками змагань посів перше місце та підвищився в класі.
З 2013 по 2017 роки «Нафта» виступала в третій лізі. З 2017 по 2024 роки у другому дивізіоні.
У 2024 році клуб дебютував у першому дивізіоні. За підсумками сезону посів останнє місце та вибув із першої ліги.

## Досягнення
Кубок Словенії
- Фіналіст (1): 2019/20